# Суперкуп Европе 1976.
Суперкуп Европе 1976. године играли су Андерлехт из Белгије и Бајерн Минхен из Западне Немачке, а Андерлехт је победио са укупним резултатом 5:3.
Било је тешко издвојити јасног фаворита, мада се ретроспективно може рећи да је Бајерн Минхен, који је три пута узастопно освајао европски куп, био ван свог зенита, док је Андерлехт био млађи и жељан победе.
На Олимпијском стадиону, пред 41.000 навијача, Бајерн је заостајао након гола Арија Хана у 16. минуту, који је искористио шансу након што је лопта од стативе одскочила у немачки гол. Ипак, Бајерн се вратио у игру захваљујући одличним головима Герда Милера у 58. и 88. минуту.
На стадиону Емил Версе у Андерлехту, Бајернова игра се погоршала већ средином првог полувремена. Баварци су брзо дошли у заостатак у 20. минуту, након сјајног гола Роба Ренсенбринка, који је главом затресао мрежу након додавања са око четрдесет метара. Гол холандског фудбалера из Андерлехта уследио је пет минута касније другим голом Франсоа Ван дер Елста, који је искористио несигуран излазак Сепа Мајера.
Мање од петнаест минута након почетка другог полувремена, још један холандски играч из белгијског тима, Ари Хан, постигао је трећи гол. Његов продор кроз тројицу Немаца у казненом простору Бајерна завршен је снажним ударцем десном ногом, који је прошао поред Мајера са његове леве стране. Немци су успели да смање заостатак голом Герда Милера у 63. минуту. Међутим, било је прекасно за преокрет, а мање од десет минута пре краја регуларног дела утакмице, Ренсенбринк је постигао свој други гол на мечу, поставивши коначних 4:1 у корист домаћег тима.
Тако је Андерлехт први пут освојио Суперкуп (поновиће то две године касније). Бајерн је, с друге стране, изгубио прилику да по други пут узастопно освоји овај трофеј (претходно поражен од Динама из Кијева 1975. године).